# Pablo Birger
Pablo Birger (Buenos Aires, 7 de enero de 1924-Luján, 9 de marzo de 1966) fue un piloto de automovilismo argentino. Compitió en Turismo Carretera y en dos Grandes Premios de Fórmula 1, en esta última para Gordini.
Falleció en un accidente vial sobre la Ruta Provincial 7, en cercanías de la ciudad de Luján, cuando chocó de frente contra otro vehículo.

## Resultados

### Fórmula 1
(Clave) (negrita indica pole position) (cursiva indica vuelta rápida)

| Año     | Escudería      | 1       | 2   | 3   | 4   | 5   | 6   | 7   | 8   | 9   | Pos. | Puntos |
| ------- | -------------- | ------- | --- | --- | --- | --- | --- | --- | --- | --- | ---- | ------ |
| 1953    | Equipe Gordini | ARG Ret | 500 | NED | BEL | FRA | GBR | GER | SUI | ITA | NC   | 0      |
| 1955    | Equipe Gordini | ARG Ret | MON | 500 | BEL | NED | GBR | ITA |     |     | NC   | 0      |
| Fuente: |                |         |     |     |     |     |     |     |     |     |      |        |